# مسجد من هم
مسجد من هم (انگلیسی: Mosque Me Too) جنبشی بود که در ابتدا آن زنان مسلمان از آزارهای جنسی که در حج دیده بودند صحبت می‌کردند. اما پس از مدتی زنان مسلمان تجربیات آزار جنسی که در دیگر مکان‌های مذهبی اسلامی متحمل شده بودند را هم با این نام به اشتراک می‌گذاشتند. واژه من هم در این جنبش الگو گرفته از جنبش من هم است که در سال ۲۰۱۷ جهانی شد.

## پیشینه
در فوریه ۲۰۱۸ یک زن مسلمان پاکستانی تجربیات آزار جنسی خود از سفر حج را در فیسبوک به اشتراک گذاشت. مدتی بعد این مطلب پاک شد اما تا همان زمان توجه‌ها را به خود جلب کرد و زنان مسلمان دیگری هم تجربیات خود در این مورد را بیان نمودند.
روزنامه‌نگار مصری-آمریکایی منی الطحاوی هم تجربیات خود از آزار جنسی در سفر حج را که در سال ۱۹۸۲ در کتابش منتشر کرده بود را با #MosqueMeToo در توییتر منتشر کرد. زنان بسیار دیگری هم با این هشتگ در فضای مجازی از تجربیات آزار خود در مکان‌های مذهبی گفتند.

## انتقادات
در شبکه‌های اجتماعی تعدادی به این هشتگ واکنش نشان دادند و آن را ابزار اسلام‌هراسی یا تبلیغات غربی‌ها دانستند.